# Höpfner
Höpfner (Hoepfner) ist ein deutscher Familienname.

## Herkunft des Namens
Ein Höpfner betrieb im Mittelalter den Beruf des Hopfenbauers, Hopfenhändlers oder hatte auf andere Weise etwas mit Hopfen zu tun.

## Varianten
Hopfner

## Häufigkeit
Höpfner ist mit circa 5400 Namensträgern ein überdurchschnittlich häufig auftretender Familienname.

## Namensträger
- Aloise Höpfner von Brendt (1803–1867), österreichische Theaterschauspielerin, siehe Aloise Kettel
- Andrew Hoepfner, US-amerikanischer Sänger, Songwriter und Theaterregisseur
- August Höpfner (1830–1901), deutscher Lehrer und Stadtpoet von Perleberg
- Carl Hoepfner (1857–1900), deutscher Chemiker
- Christian Höpfner (1939–2014), deutscher Bildhauer
- Clemens Höpfner (* 1979), deutscher Jurist und Hochschullehrer
- Dominik Höpfner (* 1984), deutscher Baseballspieler
- Eckhard Höpfner (* 1960), deutscher Fußballspieler
- Eduard von Höpfner (1797–1858), preußischer Generalmajor
- Ernst Höpfner (1836–1915), deutscher Pädagoge und höherer Beamter
- Friedrich Höpfner (1918–?), deutscher Maler und Politiker (LDPD)
- Georg Höpfner (1780–1845), deutscher Richter und Abgeordneter
- Hannes Höpfner (* 1984), deutscher Volleyballspieler
- Hans Frey-Hoepfner (1865–1939), Schweizer Lehrer und Geologe
- Hedi Höpfner (1910–1988), deutsche Tänzerin, Schauspielerin und Schauspiellehrerin
- Heinrich Höpfner (1582–1642), deutscher lutherischer Theologe
- Isabelle Höpfner (* 1978), deutsche Schauspielerin
- Johann Höpfner (1812–1852), königlich dänischer Staatsrat
- Johann Ernst Höpfner (1702–1755/1759), deutscher Jurist
- Johann Georg Albrecht Höpfner (1759–1813), Schweizer Pharmazeut und Journalist
- Johann Georg Christian Höpfner (1765–1827), deutscher Theologe und Hochschullehrer
- Jürgen Höpfner (* 1943), deutscher Schriftsteller
- Karl Hoepfner (1857–1900), deutscher Chemiker, siehe Carl Hoepfner
- Karl August Hoepfner (1880–1945), deutscher Tiefbauingenieur und Stadtplaner
- Kaspar Höpfner (1683–1756), deutscher Kartäuserprior
- Leonore Höpfner (1913–1998), deutsche Bildhauerin
- Ludwig Julius Friedrich Höpfner (1743–1797), deutscher Jurist
- Ludwig Höpfner (Jurist) (1803–1855), deutscher Jurist
- Marc Höpfner (* 1964), deutscher Schriftsteller
- Margot Höpfner (1912–2000), deutsche Tänzerin, Schauspielerin, Regisseurin und Schauspiellehrerin
- Marianne Hoepfner (* 1944), französische Rennfahrerin
- Marta Hoepffner (1912–2000), deutsche Fotografin und Lichtbildnerin
- Matthias Höpfner (Diplomat) (* 1953), deutscher Diplomat
- Matthias Höpfner (Bobfahrer) (* 1975), deutscher Bobfahrer
- Monika Schulz-Höpfner (* 1955), deutsche Politikerin (CDU), Landtagsabgeordnete in Brandenburg
- Otto Höpfner (Autor) (1915–2008), deutscher Ingenieur und Autor
- Otto Höpfner (Moderator) (1924–2005), deutscher Fernseh- und Hörfunkmoderator
- Paul von Hoepfner (1849–1924), preußischer General der Infanterie
- Paul Georg Höpfner (1857–1929), deutscher Ingenieur und Abgeordneter des Provinziallandtages der Provinz Hessen-Nassau
- Richard Hoepfner (* 1944), US-amerikanischer Segler
- Sascha Höpfner (* 1970), deutscher Fußballspieler
- Ulrich Höpfner (* 1946), deutscher Chemiker und Umweltforscher
- Ursula Höpfner-Tabori (1949–2024), deutsche Tänzerin und Schauspielerin
- Ute Höpfner (* 1979), deutsche Seglerin
- Wilhelm Höpfner (Admiral) (1868–1951), deutscher Konteradmiral
- Wilhelm Höpfner (1899–1968), deutscher Grafiker
- Wolfram Hoepfner (* 1937), deutscher Klassischer Archäologe und Bauforscher

## Unternehmen
- Privatbrauerei Hoepfner, Karlsruher Brauerei der Paulaner-Brauerei-Gruppe